# Базарьянка
Базарья́нка (укр. Базар'янка) — село, относится к Татарбунарскому району Одесской области Украины.
Население по переписи 2001 года составляло 1153 человека.
Расположено у границы лимана Бурнас и озера Солёное. Занимает площадь 1,04 км².
Почтовый индекс — 68162. Телефонный код — 4844. Код КОАТУУ — 5125080201.

## Местный совет
68162, Одесская обл., Татарбунарский р-н, с. Базарьянка, ул. Шевченко, 40